# Żar (Pogórze Wielickie)
Żar (527 m) – zalesione wzgórze znajdujące się w mikroregionie Wzgórz Lanckorońskich na Pogórzu Wielickim będącym częścią Pogórza Zachodniobeskidzkiego, w obrębie wsi Zakrzów, w gminie Stryszów. Wzgórze to nazywane było również Górą Włodkową lub Zamczyskiem. Na jego szczycie znajdują się resztki ruin zamku książąt oświęcimskich z XIV wieku, a na wschodnich stokach położona jest Golgota – część dróżek kalwaryjskiego sanktuarium.

## Szlaki turystyczne
Kalwaria Zebrzydowska – Żar – Stronie – Mysia Góra – Przełęcz Mysia – Budzów – Maków Podhalański
 Żar – Łękawica – Jaroszowicka Góra – Gorzeń Górny – Wadowice
 Żar – Stryszów – Chełm (dojście do czerwonego Małego Szlaku Beskidzkiego)